# Andariegos (libro)
Andariegos es la única novela publicada por el autor ecuatoriano José Rumazo González en el año 1956. Es una novela que explora la identidad de un americano cuyas raíces españolas se ven desdibujadas por la independencia y el nacionalismo. La trama gira en torno a un crimen, pero se centra en la psicología de los personajes y sus pasiones, utilizando monólogos interiores y una narrativa no cronológica. La obra se distingue por su estilo introspectivo y su análisis ético.

## Resumen

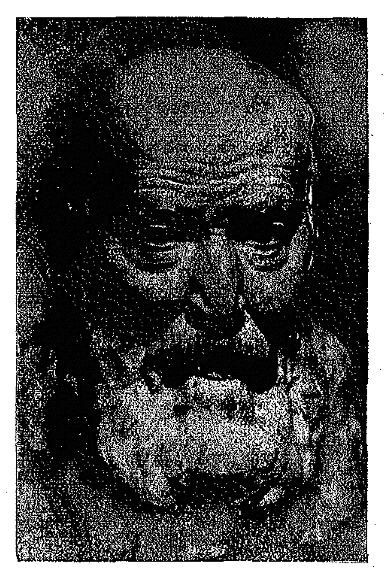
José Rumazo por Luis Mideros.

Se publicó mientras el autor vivía en España como cónsul de Ecuador en ese país. Fue dedicado Leopoldo Panero. La novela trata sobre una persona nacida en el continente americano que, aunque culturalmente proviene de España y ha estado vinculado en el pasado con esa tradición, su identidad se desvirtuó con las guerras de la independencia y la influencia del nacionalismo que fue impartido por los nuevos países a partir de su creación. Es una novela extensa, con mucha sofisticación analítica psicológica, que expresa el lugar que tenía el hispanismo en el pensamiento de José Rumazo González.
Fue una obra en la que el autor penetra en la psicología de los personajes y muestra lo que en su ensayo "El nuevo clasicismo en la poesía" ya advertía: una profunda influencia de la fenomenología y el psicoanálisis que tendría su obra, como alternativa al mero positivismo que se dominaba la filosofía en la primera mitad del siglo XX. Presenta "monólogos interiores escrutadores y lentos, prosa cálida, rica y fluyente, dramatismo auténtico y, por último, realismo filtrado, seleccionado y situado en proporción y perspectiva.
El libro inicia con un prólogo donde se desarrolla un diálogo entre el autor y un "licenciado espantoso" donde se direcciona la novela y se enfrenta de antemano las posibles críticas que se podrían levantar. Se caracteriza por la rapidez en la redacción desde el capítulo primero, como si de una noticia periodística se tratase. Andariegos gira alrededor de un crimen que sirve de argumento alrededor del cual el autor desarrolla las relaciones entre las pasiones humanas, la circunstancia personal y la manera en la que se llevaría a cabo el hecho, perpetrado por la "patrulla de Camorra".
El autor, a través del "licenciado espantoso" explica el motivo del libro:

No es una novela policiaca, le explique. En ella no se desarrolla una investigación para ir eliminando uno por uno los cuatro o más autores probables del atentado. Se empieza por conocer un crimen y sus hechores, pero no las causas: el interés consiste en descubrir en este acontecimiento el germen y enlace de otros sucesos y ¿, al mismo tiempo que se investiga el significado del asesinato, se ven ven desarrollarse nuevos hechos. Mejor dicho, en los primeros capítulos se husmea y averigua sobre aquel homicidio, que se conoce desde el prinicpio con todas sus circunstancias y cuya verdad solo se manifiesta al final de la obra; pero esta pesquisa nos lleva a conocer el fondo de otro drama: tres personajes se muestran apasionados por Paulina y luchan sordamente por ella. La novela va desentrañando la psicología de los hombres que en ella intervienen, no tanto a través de los sucesos impresionantes, sino más bien de incidencias reveladoras, sondeando en las intenciones y presentando los acontecimientos sin orden de cronología, pero como se presentan en la conciencia, siguiendo la lógica del progreso del conocimiento, que suele mezclar recuerdos con realidades presentes y ata cabos sin cesar, volcviendo y revolviendo el itempo, los sucesos , los indicios las deducciones y las revelaciones.
Reproducido en Cuadernos Hispanoamericanos Núm. 85, enero 1957

## Estilo y recepción
La novela fue recibida de manera positiva por la crítica que destacó su estilo puro, prosa castiza y ardiente, así como su interpretación ética y política de un momento histórico complicado. Además está llena de "urticantes egoísmos" y de "ataques políticos y sociales".Se caracteriza por tener una narración omnisciente y personajes con construcciones sofisticadas llenas de contradicciones en su interior.  Después de su publicación fue destacada en el Boletín del Consejo Superior de Investigaciones Científicas de España, donde había colaborado para sus investigaciones históricas.Además fue mencionado por el filósofo Emilio Uzcátegui en sus "Tópicos históricos, internacionales y literarios" publicado en 1977.Al igual que sus dos dramas "Sevilla del oro y La leyenda del cacique dorado" fue considerado como una gran contribución a la literatura ecuatoriana por parte de un escritor que hasta entonces se había enfocado principalmente en la poesía.Es una novela única en la literatura ecuatoriana puesto que se diferencia de la mayoría de publicaciones que se enfocan en el realismo social, destacando el foclor local, describiendo la vida en el campo o la ciudad y denunciando los poderes dominantes. Andariegos es una novela introspectiva y con una estructura compleja.Meses antes de su publicación oficial, Andariegos ya fue destacado por el novelista e historiador Alfredo Pareja Diezcanseco, dentro de su análisis de la literatura ecuatoriana contemporánea, como uno de los importantes continuadores de la narrativa en la segunda mitad del siglo XX.